# Йорданія на літніх Олімпійських іграх 1980
Йорданія брала участь у Літніх Олімпійських іграх 1980 року у Москві (СРСР) уперше за свою історію, але не завоювала жодної медалі.